# As-Sabcha (poddystrykt)
As-Sabcha – jedna z 4 jednostek administracyjnych trzeciego rzędu (nahijja) dystryktu Ar-Rakka w muhafazie Ar-Rakka w Syrii.
W 2004 roku poddystrykt zamieszkiwało 48 106 osób.